# 博罗达奇农村居民点
博罗达奇农村居民点（俄语：Бородачёвское сельское поселение）是俄罗斯联邦伏尔加格勒州日尔诺夫斯克区所属的一个农村居民点。其下辖有3个居民点，行政中心为博罗达奇。据2016年统计，该农村居民点的人口为444人。